# 1995 GF
1995 GF är en asteroid i huvudbältet som upptäcktes den 3 april 1995 av den japanska astronomen Takao Kobayashi vid Ōizumi-observatoriet.
Asteroiden har en diameter på ungefär 3 kilometer.